# SSC-Khatumo
SSC-Khatumo är sedan 2009 en självstyrande delstat i Somalia. Även före 2009 var SSC-Khatumo i praktiken självstyrande, i brist på fungerande centralstyre. Regionen utropade sig som en självständig stat 2023-01-17.  SSC-regionerna i Somalia avser Sool, Sanaag och Cayn, som ligger i den norra delen av Somalia. Dessa regioner har varit föremål för territoriella tvister och konflikter under årens lopp, med SSC-Khatumo och Somaliland som strider om kontrollen.
Khatumo State of Somalia är en självdeklarerad autonom region som har sökt erkännande som en separat federal stat inom Somalia. Den är huvudsakligen belägen i SSC-regionerna och har varit i centrum för konflikter med den somaliska federalregeringen och grannregioner. 25 august 2023 SSC-Khatumo state efter 8 månader konflikt och konstant kring mellan SSC-Khatumo army och Somaliland militär har SSC-khatumo tog kontrollen av LasAnod efter Somaliland ockuperat regionen i 15 år.  
SSC-Khatumo hade 2017 en yta på 74 510 km2 och ett invånarantal på cirka 2,5 miljoner. Regionens huvudstad och centralort är Las Anod. 

## Källhänvisningar
1. ↑  https://www.garoweonline.com/en/news/somalia/somalia-ssc-khatumo-announces-ban-on-somaliland
2. ↑  Hansson, Anders: Puntland i Nationalencyklopedins nätupplaga. Läst 23 februari 2015.
3. ↑  https://www.garoweonline.com/en/news/somalia/somalia-ssc-khatumo-vows-to-defend-las-anod-as-somaliland-declares-war